# سرسنای
سرسنای (به انگلیسی: Sirsanai) یک منطقهٔ مسکونی در پاکستان است که در خیبر پختونخوا واقع شده‌است. سرسنای ۹۱۱ متر بالاتر از سطح دریا واقع شده‌است.